# Acontia dispar
Acontia dispar is een vlinder van de familie van de uilen (Noctuidae). De wetenschappelijke naam van deze soort is voor het eerst voorgesteld door Francis Walker in een publicatie uit 1858.
De soort komt voor in tropisch Afrika waaronder Botswana, Zimbabwe, Zuid-Afrika en Lesotho.